# Gergina Skerlatova
Gergina Skerlatova (nacida el 25 de marzo de 1954 en Bulgaria) es una exjugadora de baloncesto búlgara. Consiguió 2 medallas en competiciones oficiales con Bulgaria.